# Rapsodie espagnole
Rapsodie espagnole, Op. 54 è una rapsodia orchestrale scritta da Maurice Ravel. Composta tra il 1907 e il 1908, la Rapsodie è una delle prime grandi opere per orchestra di Ravel. Fu eseguita per la prima volta a Parigi nel 1908 ed entrò rapidamente nel repertorio internazionale. Il pezzo attinge all'eredità spagnola del compositore ed è una delle sue opere ambientate in Spagna o che la riflettono.

## Storia
La genesi della Rapsodie fu un'Habanera per due pianoforti, che Ravel aveva scritto nel 1895. Non fu pubblicata come un pezzo a sé stante e nel 1907 compose tre brani aggiuntivi. Una versione per due pianoforti fu completata entro ottobre dello stesso anno e la suite fu completamente orchestrata nel febbraio successivo. All'incirca in quel periodo c'era un tono decisamente spagnolo nella produzione di Ravel, che forse rifletteva la sua stessa origine spagnola. La sua opera L'Heure espagnole fu completata nel 1907, così come la canzone Vocalise-Etude en forme de habanera.
Nell'intervallo tra la composizione della Habanera originale e il completamento della Rapsodie in quattro movimenti, Claude Debussy aveva pubblicato una suite per pianoforte, Estampes (1903), la cui sezione centrale, Soirée dans Grenade, aveva un tema spagnolo. Per contrastare qualsiasi accusa di plagio, Ravel si assicurò che la data del 1895 fosse chiaramente stampata nella sua Habanera nella partitura pubblicata della Rapsodie.
La prima della Rapsodie fu eseguita dall'Orchestre des Concerts Colonne, diretta da Édouard Colonne, al Théâtre du Châtelet il 15 marzo 1908. L'accoglienza della critica fu generalmente favorevole. Voci dissenzienti furono il critico Pierre Lalo, che abitualmente non amava la musica di Ravel, e Gaston Carraud, che definì la partitura "esile, incoerente e sfuggente". Diversamente ci furono molti elogi per l'orchestrazione fine e fresca e la suggestività della musica. Il lavoro fu presto ripreso a livello internazionale. Henry Wood diede la prima britannica nell'ottobre del 1909 davanti a un grande pubblico ai Proms e il mese seguente il lavoro fu dato per la prima volta a New York.

## Musica

### Strumentazione
Il lavoro è scritto per un'orchestra di 2 ottavini, 2 flauti, 2 oboi, corno inglese, 2 clarinetti soprano, clarinetto basso, 3 fagotti, sarrusofono, 4 corni, 3 trombe, 3 tromboni, tuba, timpani, grancassa, piatti, nacchere, tamburello, gong, rullante, xilofono, celesta, 2 arpe e archi.

### Struttura
La Rapsodie ha quattro movimenti; una esecuzione completa dura in genere circa 15 minuti.

### 1.Prélude à la nuit
Il movimento è annotato très modéré; l'indicazione del tempo è {\displaystyle {\tfrac {3}{4}}} e la tonalità è La maggiore.  L'intero movimento è calmo, non sale mai al di sopra del mezzo forte; gli archi sono smorzati dappertutto. Come nel quartetto d'archi di tre anni prima, Ravel inserisce temi nel movimento di apertura che si ripetono nelle sezioni successive, in particolare l'insistente tema di apertura, Fa–Mi–Re–Do{\displaystyle \sharp }.

### 2.Malagueña
Questo è il più breve dei quattro movimenti ed è annotato assez vif ("abbastanza vivace"). Malagueña si riferisce a una danza flamenco della provincia spagnola meridionale di Malaga, ma la musica di Ravel qui ha solo il tempo di {\displaystyle {\tfrac {3}{4}}} in comune con la danza autentica. Il movimento è invece ciò che il critico Noël Goodwin definisce "più un'evocazione romantica del luogo e dell'umore". Come il primo movimento, è in La maggiore. Il movimento termina quietamente con una ripetizione della frase di quattro note che apre il primo movimento.

### 3.Habanera
Il movimento, in {\displaystyle {\tfrac {2}{4}}} e oscillante tra il Fa{\displaystyle \sharp } maggiore e minore, è annotato assez lent et d'un rythme las ("piuttosto lento e con un ritmo stanco"). Goodwin lo descrive come "seducente e sottile nella sua espressione del carattere e dello spirito spagnoli".

### 4.Feria
Feria (Festival), in {\displaystyle {\tfrac {6}{8}}} e Do maggiore, è annotato assez animé ("piuttosto vivace"). È il più lungo dei quattro movimenti ed è il primo punto della partitura in cui Ravel, usando le parole di Nichols, permette l'esplosione di "quello élan (slancio) che era stato deliberatamente soffocato". L'atmosfera turbolenta del carnevale ha sfumature di nostalgia, ma l'esuberanza trionfa e il lavoro termina in una gioiosa esplosione di colori orchestrali.

### Osservazioni
1. ↑  Se c'era qualche plagio era al contrario: dopo la prima esibizione di Habanera, Debussy aveva chiesto a Ravel di prestargli la partitura e la sua influenza si può chiaramente ascoltare nel pezzo di Debussy, "con il suo ritmo di habanera e le armonie che allo stesso modo si scontrano contro un insistente do diesis", come afferma lo studioso di Ravel Roger Nichols.